# Chalandry
Chalandry település Franciaországban, Aisne megyében. Lakosainak száma 242 fő (2022. január 1.). Chalandry Barenton-Cel, Barenton-sur-Serre, Chéry-lès-Pouilly, Crécy-sur-Serre és Mortiers községekkel határos.

## Népesség
A település népességének változása:
| Lakosok száma | 240  | 230  | 225  | 210  | 242  | 247  | 253  | 257  | 258  | 242  |
|               | 1968 | 1982 | 1990 | 2006 | 2013 | 2015 | 2017 | 2019 | 2020 | 2022 |